# 164589 Ла Сагра
164589 Ла Сагра (164589 La Sagra) — астероїд головного поясу, відкритий 11 серпня 2007 року.
Тіссеранів параметр щодо Юпітера — 3,466.